# Acaya Open 2012
Het Double Tree by Hilton Acaya Open van 2012 maakt weer deel uit van de Europese Challenge Tour. Het werd op de Acaya Resort in Zuid-Italië gespeeld van 18-21 juli. Het prijzengeld was ruim € 163.000, waarvan € 25000 naar de winnaar ging.
Op de avond voor het toernooi wordt een receptie gegeven met veel Italiaanse wijn en Italiaans eten. De gastheren willen dit top het top-evenement van het seizoen maken. Helaas was het toernooi in 2012 in dezelfde week als het Brits Open en hadden Rafa Echenique, Ian Keenan, Morten Orum Madsen, Scott Pinckney, Elliot Saltman, Steven Tiley, Sam Walker en Dale Whitnell zich daarvoor gekwalificeerd. Maar er waren genoeg goede spelers aanwezig, zoals Ryder Cup-speler Oliver Wilson en  Raymond Russell, die drie weken geleden de Challenge Provincia di Varese won, ook in Italië. En de enige Italiaan die dit seizoen al won, Marco Crespi, die de Telenet Trophy in mei op zijn naam zette, was er. 

De jongste deelnemer is Domenico Geminiani. Hij werd op 15-jarige leeftijd al professional in november 2011. Hij komt uit Turijn maar groeide in de Verenigde Staten op. Hij wordt al de volgende Matteo Manassero  genoemd.

## Verslag
De bijna 40-jarige Raymond Russell had een goede start. Hij maakte slechts een bogey en eindigde aan de leiding met een score van 65. Joachim B Hansen had een slag meer nodig, en zou uiteindelijk op de tweede plaays eindigen. Espen Kofstad, de winnaar van het toernooi, begon met een ronde van 72, twee boven par, maar speelde daarna iedere ronde onder par. In ronde 4 maakte hij zelfs twee eagles.
De Belgen en Nederlanders hadden moeite met de baan. Alleen Wil Besseling haalde de cut en eindigde op de 20ste plaats.
- Volledige uitslag

| Naam                | R1 | R2 | Totaal | R3  | R4 | Totaal | Nr  |
| ------------------- | -- | -- | ------ | --- | -- | ------ | --- |
| Espen Kofstad       | 72 | 69 | 141    | 65  | 65 | 271    | 1   |
| Joachim B Hansen    | 66 | 74 | 140    | 67  | 65 | 272    | 2   |
| Roope Kakko         | 71 | 65 | 70     | 135 | 68 | 274    | 3   |
| Marco Crespi        | 80 | 64 | 144    | 68  | 68 | 280    | T16 |
| Raymond Russell     | 65 | 71 | 136    | 73  | 71 | 280    | T16 |
| Wil Besseling       | 70 | 71 | 141    | 71  | 69 | 281    | T20 |
| Laurent Richard     | 77 | 69 | 146    | MC  |    |        |     |
| Floris de Vries     | 72 | 76 | 148    | MC  |    |        |     |
| Nicolas Vanhootegem | 76 | 73 | 149    | MC  |    |        |     |
| Taco Remkes         | 78 | 72 | 150    | MC  |    |        |     |
| Pierre Relecom      | 75 | 76 | 151    | MC  |    |        |     |
| Christopher Mivis   | 81 | 78 | 159    | MC  |    |        |     |